# Festival Les Reflets du cinéma ibérique et latino-américain de Villeurbanne
Les Reflets du cinéma ibérique et latino-américain est un festival du cinéma ibérique et latino-américain créé en 1984. Il se déroule au cinéma Le Zola de Villeurbanne et a lieu au mois de mars.
Chaque année, des dizaines de films, des réalisateurs, des débats, mais également des animations réunissent des milliers d'amoureux d'Amérique latine et de cinéma.
Pour la première fois en 2018, une séance est programmée pour les enfants.

## 31eédition(2015)
Un Prix du public est créé pour la 31e édition en 2015. Il est remporté par Chala, une enfance cubaine (Conducta) d'Ernesto Daranas (en). Le classement complet :
1. Chala, une enfance cubaine (Conducta) d'Ernesto Daranas (en) ( Cuba)
2. Mateo (es) de María Gamboa Jaramillo (es) ( Colombie)
3. El regreso (en) de Patricia Ortega ( Venezuela)
4. Faroeste Caboclo (pt) de René Sampaio (pt) ( Brésil)
5. Todos están muertos de Beatriz Sanchís (es) ( Espagne)
6. El silencio en la tierra de los sueños de Tito Molina ( Équateur)
7. Somos Mari Pepa de Samuel Kishi Leopo (ca) ( Mexique)
8. El Cordero de Juan Francisco Olea ( Chili)
9. Historias de cronopios y de famas de Julio Ludueña ( Argentine)

Environ 13 000 festivaliers se sont rendus au Zola et dans les quelques autres salles partenaires.

## 32eédition(2016)
Le Prix du public est remporté par Hablar (ca) de Joaquín Oristrell (es). Le classement complet :
1. Hablar (ca) de Joaquín Oristrell (es) ( Espagne)
2. Magallanes de Salvador del Solar ( Pérou)
3. 3 Bellezas de Carlos Caridad Montero (es) ( Venezuela)
4. Mangoré (es) de Luis R. Vera (en) ( Paraguay)
5. Noche herida (es) de Nicolás Rincón Gille ( Colombie)
6. La casa más grande del mundo d'Ana V. Bojórquez et Lucía Carreras (es) ( Guatemala)
7. Carmín tropical (es) de Rigoberto Perezcano ( Mexique)
8. Neon Bull (pt) de Gabriel Mascaro (en) ( Brésil)
9. Mariposa (es) de Marco Berger ( Argentine)
10. Vida sexual de las plantas de Sebastián Brahm ( Chili)

## 33eédition(2017)
La 33e édition a lieu du 15 au 29 mars 2017. Le programme comprend 67 films, dont 47 longs métrages, et pour la première fois, deux séances de minuit.

## 36eédition(2020)
En raison de la pandémie de Covid-19, la 36e édition, qui devait avoir lieu du 18 mars au 1er avril 2020, est reportée et a lieu du 16 au 30 septembre 2020. Le classement des cinq premiers films au Prix du public :
1. Insoumises (2019) de Laura Cazador et Fernando Pérez Valdés ( Cuba)
2. Las buenas intenciones (es) d'Ana García Blaya ( Argentine)
3. Santuario (Sanctorum) de Joshua Gil ( Mexique)
4. Niña errante (es) de Rubén Mendoza ( Colombie)
5. Mosquito de João Nuno Pinto (pt) ( Portugal)

Les cinq autres films de la compétition :
- Los tiburones (es) de Lucía Garibaldi (es) ( Uruguay)
- Jazmines en Lídice de Rubén Sierra Salles ( Venezuela)
- La Fièvre (A Febre) de Maya Da-Rin ( Brésil)
- Blanc sur blanc (Blanco en blanco) de Théo Court (es) ( Chili)
- Quebramar de Cris Lyra ( Brésil)

## 39eédition(2023)
La 39e édition a lieu du 15 au 28 mars 2023. Le classement des trois premiers films au Prix du public :
1. Les Enfants de Las Brisas de Marianela Maldonado ( Venezuela)
2. Fogaréu (de) de Flávia Neves ( Brésil)
3. Alma Viva de Cristèle Alves Meira ( Portugal)